# Ляэ, Бриджит
Бриджит Ляэ (англ. Brigitte Lahaie), род. 12 октября 1955, Туркуэн, Франция) — французская порноактриса и телеведущая.

## Биография (карьера в кино)
Дочь сотрудницы банка и торгового представителя работала продавщицей обуви в Париже. После 18-летия начинает позировать обнажённой для журналов.
Кинокарьера Бриджит Ляэ началась в 1976 году с порнофильмов (всего через год после легализации жесткой порнографии во Франции), когда она ответила на рекламу, размещённую в газете. В то же время в фильме не увидеть её лица, так как она была дублёршей. В дальнейшем к Бриджит поступило множество предложений от порнопродюсеров, на некоторые из которых Ляэ, правда с некоторой опаской, всё-таки откликнулась:

Думаю, что я не осознавала точно, что я делала, но я была очень застенчивая, очень неопытная женщина. Это было для меня подобно открытию двери в новый мир. Отмена всех моих запретов. Я действительно не понимала, что делала. Впоследствии я поняла всю важность…
После 30-ти фильмов она стала звездой № 1 в жанре фильмов для взрослых. В 1976 году Ляэ знакомится с Жаном Ролленом и снимается в его порнографической картине Сексуальные вибрации, исполнив роль психиатра. А в 1978 году, сотрудничая с тем же режиссёром, впервые принимает участие в съёмках непорнографической картины — Гроздья смерти:

…Я была перед камерой, и это было очень, очень большое удовольствие. Я не думала, что стану актрисой. Я думала, это было шуткой. Это была забавная вещь для меня, чтобы быть актрисой. Я не представляла, что такое возможно, что я могу быть актрисой.
 В этом же году Ляэ в Португалии получает свой первый опыт сотрудничества с Хесусом Франко, снимаясь в одном из его фильмов. Первые контакты с Франко получились не очень удачными. Франко долгое время не разговаривал с актрисой, а последняя желала лишь вернуться домой во Францию. Съёмки картины закончились раньше на несколько дней и Франко сказал Ляэ, что та будет играть в его очередном фильме, на что получил отказ. Режиссёр был взъярён и долгое время Ляэ и Франко держали дистанцию между собой. Однако, когда последний позвонил после долгого перерыва и предложил сотрудничать, стороны наладили хорошие взаимоотношения.

## Отход от порнографической тематики
В 1979 году вышла картина Очарование режиссёра Жана Роллена, где Ляэ исполнила главную роль. Фильм имел успех и многие хвалили как работу режиссёра, так и актрисы (роль специально была написана для неё), что серьёзно сказалось на известности и карьере Ляэ. В 1980 году, на пике своей популярности в порно, она решила положить конец своей карьере в хардкоре (последний фильм Les petites écolières (в американском прокате-«Little Schoolgirls»)(29.10.1980,Франция), где Ляэ сыграла Директрису борделя). В 1981 году Ляэ снимается в картине За шкуру полицейского с Аленом Делоном в главной роли, где исполнила небольшую роль. Актриса получила эту роль по знакомству — с Делоном был знаком один из друзей Бриджит. В 1986 году Ляэ снова принимает участие в полицейском фильме L’Executrice, на этот раз исполнив нехарактерную для себя роль сильной женщины-полицейского. В этом же году выходит антология L’Anthologie Du Plaisir, представляющая собой компиляцию сцен из ранних порнофильмов Бриджит. Подобную идею издания компиляции предложил друг Ляю Рене Шато, однако сама актриса считает, что использовать те сцены можно было бы и получше, а сама компиляция была скучновата. В конце 80-х годов Бриджит снова сотрудничает с Франко, сначала снимаясь в «Тайной миссии», а затем в «Безликих». При съёмках Тайной миссии Ляэ приобрела хороший опыт, а творческий процесс проходил весело. При работе же над «Безликими» ей не понравился актёр Хельмут Бергер, который вёл себя достаточно агрессивно, но, по истечении двух-трёх дней они стали хорошими друзьями.

### 90-2000-е годы
В 1990 году Ляэ сотрудничает с Филипом Кауфманом и снимается в его фильме «Генри и Джун», исполнив роль проститутки. В 1995 году Бриджит возвращается к сотрудничеству с Ролленом и исполняет небольшую роль в картине «Сиротки-вампиры». Сюжетно Ляэ играла женщину, которую главные герои-девочки в конечном счёте убивают. В дальнейшем актриса появилась в двух короткометражках. В 2000-х годах Ляэ начала выпускать на телевидении собственное ток-шоу, где была ведущей. Шоу было посвящено романтическим и сексуальным проблемам. Бриджит не раз заявляла, что более не хочет быть известной как порноактриса:

Считаться красивой женщиной — O.K., но не королевой секса. Но это трудно, потому что многие люди думают обо мне как о сексуальной женщине, и это создает проблемы, потому что хочу я того или нет, люди все равно желают от меня только одного… Бывшая секс-звезда или зрелая красивая женщина, какой я сейчас являюсь, идея одна — когда я буду снова сниматься.

## Фильмография (выборочно)

### Фильмы «классические»
- 1978 — Гроздья смерти / Les Raisins de la mort — зомби
- 1980 — Ночь охоты / La nuit des traquées — Элизабет — главная роль
- 1980 — Укол зонтиком/ Le Coup Du Parapluie — девушка в бассейне (нет в титрах)
- 1981 — Дива / Diva — девушка, чья юбка улетает (в титрах указана как Бриджит Симонин)
- 1981 — За шкуру полицейского / Pour la peau d’un flic — медсестра института
- 1990 — Генри и Джун / Henry & June — проститутка Генри
- 1997 — Сиротки-вампиры / Les Deux orphelines vampires — женщина с кнутом
- 2002 — Невеста Дракулы / La Fiancée de Dracula — волчица
- 2004 — Мучение / Calvaire — Вики

### Фильмы эротические / порнографические / сексэксплуатейшн
- 1979 — Очарование / Fascination — Ева
- 1980 — Племянницы госпожи полковницы/ Die Nichten der Frau Oberst — Джулия